# 趙椅
趙 椅（ちょう い、1118年 - 1130年）は、北宋の徽宗の第26皇子（夭逝を除いて第21皇子）。

## 経歴
賢妃劉氏の次男として生まれた。同母兄に趙柍、同母姉に和福帝姫がいる。劉氏は仙女のように美人と謳われ、徽宗に特別に寵愛され、後に安妃となり、また明節皇后の諡号を追贈された。
重和元年（1118年）8月23日、嘉国公の位を授けられた。
靖康の変後、10歳で金に連行され、13歳で金の天会8年（1130年）8月26日に五国城で死去した。

## 伝記資料
- 『靖康稗史箋證』
- 『宋会要輯稿』